# 伊蓮·雅各
伊蓮·雅各（Irène Jacob，1966年7月15日—），瑞士女演員。雅各出生於法國上塞納省敘雷訥，後來隨著家人搬到瑞士日內瓦，接著她對演戲開始產生了興趣。她精通英語、法語、德語及義大利語。
1987年，雅各在著名法國導演路易·馬盧的電影《再見了，孩子們》中作首次演出。後來她被導演克日什托夫·基斯洛夫斯基相重，演出《雙面薇若妮卡》（1991年），獲得坎城影展最佳女主角的殊榮。之後在《紅色情深》（1994年）當中，基斯洛夫斯基導演再次指定她飾演女主角，進而受到國際影壇的注目。

## 外部連結
- 伊蓮·雅各在互联网电影资料库（IMDb）上的資料（英文）
- 伊蓮·雅各在豆瓣上的资料（简体中文）